# خاندان کلالی
خاندان سادات کلالی از جمله خاندان‌های قدیمی و معروف در ناحیهٔ شرقی ایران و خراسان بزرگ می‌باشند که اصل و نسب آنها به خواجه شمس الدین سید امیر کلال باز میگردد.اصالتا اهل بخارا هستند و اکنون در چند کشور جهان پراکنده شده اند خاندان کلالی به امام ششم شیعیان(جعفر صادق)باز میگردند.

## نام
براساس لغت نامه دهخدا، کلال در لغت به معنای کوزه گر و کاسه ساز است.
| نگر تا در این چون سفالینه تن |  | بحاصل شد از تو مراد کلال |

ناصر خسرو
| زین زیره با ز طاس سفالینه گر مجوی |  | کاندر پژاوه دیگ تهی می‌پزد کلال |

امیر خسرو دهلوی

## پیشینه خاندان
نسب خاندان کلالی به امام زاده سید امیر کلال از سادات صوفی و از نسل محمد پیامبر اسلام بود. وی عارف بزرگی بود که در بخارا، مریدان فراوانی داشته است و مقبره ی او در همین شهر قرار دارد. خاندان کلالی که از نوادگان سید امیر کلال به شمار میروند ، همواره جزو بزرگان ایل تیموری و جزو حاکمان منطقه خراسان بزرگ بوده‌اند. امروزه اعضای خاندان کلالی در کشورهای ایران ، ترکیه ، ازبکستان ، تاجیکستان ، افغانستان ، پاکستان و هند ساکن هستند. 

## افراد سرشناس
| نام                         | نگاره | سال‌های زندگی           | پیشه      | خلاصه                                                   |
| --------------------------- | ----- | ---------------------- | --------- | ------------------------------------------------------- |

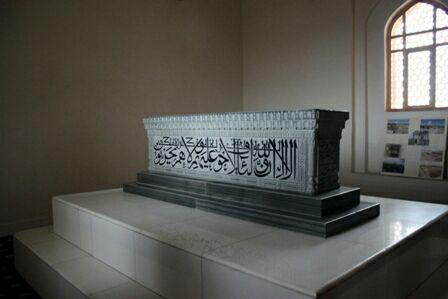
مقبره امیرکلال در بخارا

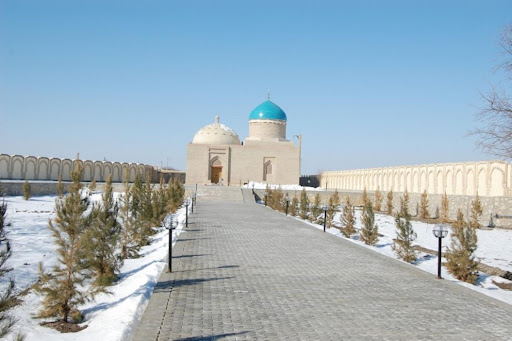
نمای بیرونی آرامگاه خواجه امیر کلال در بخارا

| خواجه شمس‌الدین امیر کلال    |       | ٧۴٩–۶۵٧ (خورشیدی)      | صوفی      | رئیس ایل کلالی                                          |
| محمدخان کلالی               |       | ١١۵٨-نامعلوم (خورشیدی) | صوفی      | رئیس ایل کلالی                                          |
| قلیچ‌خان کلالی               |       | نامعلوم (خورشیدی)      | دولت‌مرد   | رئیس ایل کلالی                                          |
| علی‌مردان‌خان کلالی           |       | ۱۲٧٨–نامعلوم (خورشیدی) | دولت‌مرد   | امیر قوای خراسان                                        |
| اسدالله‌خان کلالی            |       | نامعلوم (خورشیدی)      | دولت‌مرد   | امیر قوای خراسان                                        |
| محمدابراهیم امیرتیمور کلالی |       | ١٣۶۶–۱٢٧٣ (خورشیدی)    | سیاستمدار | وزیر کشور، وزیر کار، رئیس شهربانی کل کشور، نماینده مجلس |
| ناهید امیر تیمور کلالی      |       | ١٣٩٧–۱٢٩٧ (خورشیدی)    | سیاستمدار | همسر اسکندر میرزا اولین رئیس جمهور پاکستان              |
| سیدمهدی سیدکلالی            |       | ١٣٩١–۱٢٩٨ (خورشیدی)    | سیاستمدار | نماینده انجمن شهر کاشمر بین سال‌های 1351 تا 1355         |
| میرمحمدحسین سید کلال        |       | ۱٣٨٩–۱۳٠٢ (خورشیدی)    | سیاستمدار | نماینده مجلس شورای ملی در دوره بیست و چهارم             |
| منوچهر کلالی                |       | ۱٣٩٧–۱۳٠۴ (خورشیدی)    | سیاستمدار | نماینده مجلس شورای ملی در دوره بیست و یکم و بیست و دوم  |

- امیر کلال

خواجه شمس‌الدین امیر کلال، (خواجه چهاردهم طریقت نقشبندیه) که در روستای سوخار در نزدیکی بخارا  متولد شد. نام پدرش سیف الدین حمزه بود که دانشمندی صوفی و رئیس ایل کلال بود. به سیف الدین حمزه به دلیل ریاستش بر ایل کلال، امیر کلال می گفتند. پس از مرگ پدر، سید امیر کلال به ریاست ایل کلال رسید. او نخستین فردی در خاندان بود که نام و سمتش یکسان شده بود. سید امیر کلال پیش از ریاست بر ایل، رئیس مدرسه علمیه شهر بود و شاگردان بسیار داشت. از این جهت  آوازه خواجه سیدامیر کلال حتی پیش از انتصاب به ریاست ایل در آسیای میانه پیچیده بود و فردی شناخته شده بود.

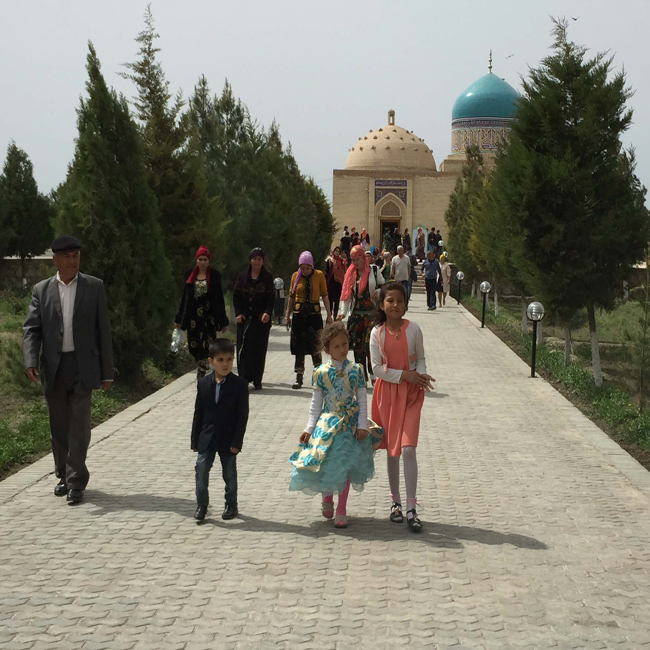
آرامگاه سیدامیرکلال که در بخارا (ازبکستان امروزی و بخشی از خراسان بزرگ‌ واقع است

پدربزرگ سیدامیرکلال (پدر سیف الدین حمزه)، همنام نوه‌اش بود و شمس الدین نام داشت. ایشان مرشد معنوی ایل بَرلاس و استاد معنوی امیرتراغای (پدر امیرتیمور و مؤسس حکومت تیموریان و جد گورکانیان هند) بود. 
شمس الدین (پدربزرگ سیدامیر کلال) که مرشدی معنوی بود در کنار وظایف معنوی و فکری به حرفه کوزه گری هم اشتغال داشت
خواجه سیدامیر کلال شاگردان زیادی داشت. از مهم ترین شاگردان وی می توان به دو عارف بزرگ و نامی اشاره کرد: یکی شیخ محمّد بهاءالدین شاه نقشبند (بهاءالدین محمد نقشبند بخاری) و دیگری مولانا شیخ عارف دیگ گرانی که هر دو از عارفان بزرگ روزگار و بلندپایگان علمای طریقت تصوف به‌ شمار می‌روند. 
سومین شاگرد مهم خواجه سیدامیر کلال، تیمور گورکانی بود که نخستین امیر گورکانی (تیموری) و پایه‌گذار این دودمان بود که در بیش‌تر سرزمین‌های آسیای مرکزی و غربی فرمان راند. امپراتوری تیموری یا امپراتوری گورکانی دودمانی ترک‌تبار با فرهنگی ایرانی بود.  به این ترتیب همانطور که پدر تیمور شاگرد پدربزرگ سیدامیر کلال بود، خود تیمور نیز مرید و شاگرد سیدامیر کلال شد. 
بنا بر روایات، امیر تیمور گورکانی یا همان تیمور لنگ که مرید خواجه سیدامیر کلال بود، پس از آنکه دخترش صالحه را به عقد سیدامیر کلال درآورد، طوایف زیادی را که به نام او تیموری خوانده می‌شدند به عنوان جهیزیه دخترش به سیدامیر کلال داد. این موضوع باعث بزرگتر شدن خاندان کلالی شد. پس از درگذشت سیدامیر، این طوایف میان پسرانش تقسیم شد و چهار هزار خانوار از آن‌ها نصیب پسر سیدامیر کلال گردید. او نیز با اتباع خود از بخارا به هرات مهاجرت کرد. 

### نمونه شعر
دلم پاک است و مذهب پاک دارم
طریق راست، راه راست دارم».
- محمدخان کلالی

محمد خان کلالی (١١۵٨-نامعلوم) یکی از مهم ترین افراد خاندان کلالی بعد از سیدامیر کلال است. وی در دوران حیات خود رئیس ایل تیموری و کلالی بود و هفت پسر داشت: امیرقلیچ خان، ابراهیم خان، طهماسب خان، کریم دادخان، ملامحسن خان، سیامک خان و نوروزخان. پس از حاجی محمدخان کلالی، ریاست ایل به پسر ارشدش، امیرقلیچ خان کلالی رسید.
- قلیچ‌خان کلالی

قلیچ‌خان کلالی، پسر ارشد محمدخان کلالی بود و پس از پدر ریاست ایل را عهده‌دار شد. کلنل سر چارلز ادوارد ییت در کتاب سفرنامه خراسان و سیستان می نویسد که محمدشاه قاجار پس از تصرف هرات در سال ۱۲۱۷ شمسی، حدود هشت هزار خانوار از طوایف تیموری را تحت سرپرستی رئیس آنها، قلیچ‌خان به خراسان ایران منتقل کرد. در این جابجایی، نوروزخان (برادر قلیچ‌خان) نیز وی را همراهی می کرد. قلیچ‌خان که عمده دوران حیاتش با حکومت فتحعلی شاه قاجار معاصر بود، به تدریج قدرت زیادی در خراسان به دست آورد و به عنوان امیر، سرپرستی نواحی جام، باخرز، خواف، زورآباد و هرات را عهده‌دار شد.
- علی‌مردان‌خان کلالی (نصرت‌الملک)

علی‌مردان‌خان کلالی ، نوه امیر قلیچ‌خان کلالی و فرزند امیر دوست‌محمدخان کلالی بود. علی‌مردان‌خان کلالی رییس ایل کلالی و لقبش نصرت‌الملک بود و از امرا و سرداران دوره قاجار به‌شمار می‌رفت.

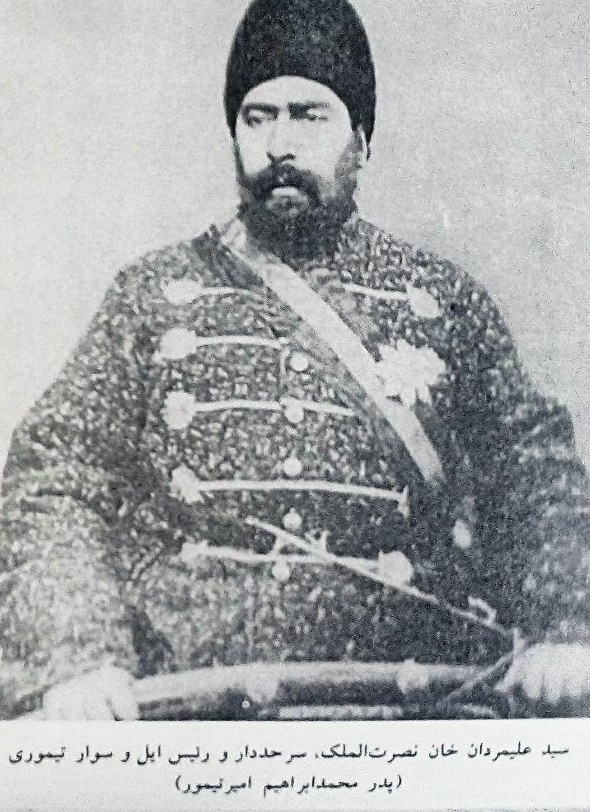
امیر علی‌مردان‌خان کلالی

وی سال‌ها ریاست این ایل بزرگ را در تربت جام، باخرز، مشهد، زورآباد و سرخس به عهده داشت. در سال ۱۲۴۶ خورشیدی لقب نصرت‌الملک را ناصرالدین شاه قاجار به پاس خدماتش در مقابله با ترکمانان مرو به او داد. در نتیجه او به سمت جانشین فرمانده حاکم و امیر قوای ایرانی در خراسان گمارده شد اما در ۱۲۷۴ او به‌طور ناگهانی معزول و به تهران تبعید شد.  وی در سال ۱۲۷۸ شمسی در مشهد درگذشت و در رواق پشت سر امام رضا مدفون گردید.
- اسدالله‌خان کلالی (شوکت‌الدوله)

اسدالله‌خان کلالی ، خواهرزاده امیر علی‌مردان‌خان کلالی بود که پس از درگذشت علی‌مردان‌خان جانشین وی شد و نگهداری فرزند وی محمدابراهیم امیرتیمور کلالی را به عهده گرفت. امیر اسدالله‌خان شوکت‌الدوله حاکم جام و باخرز و مناطق محدود به آن‌ها بوده است. نقش وی در سرکوب هواداران محمدعلی شاه قاجار (شورش سبزوار) مهم است. امیر اسدالله‌خان شوکت‌الدوله که رهبر یک گروه ۳۰۰ خانواری از تیموری‌های کوچ داده شده از ناحیه هرات بود توانست در ۱۲۷۲ درجه امیری قوا را بدست آورد و حاکم منطقه گردید. 
- محمدابراهیم امیرتیمور کلالی [۸]
- ناهید امیر تیمور کلالی
- سیدمهدی سیدکلالی‌

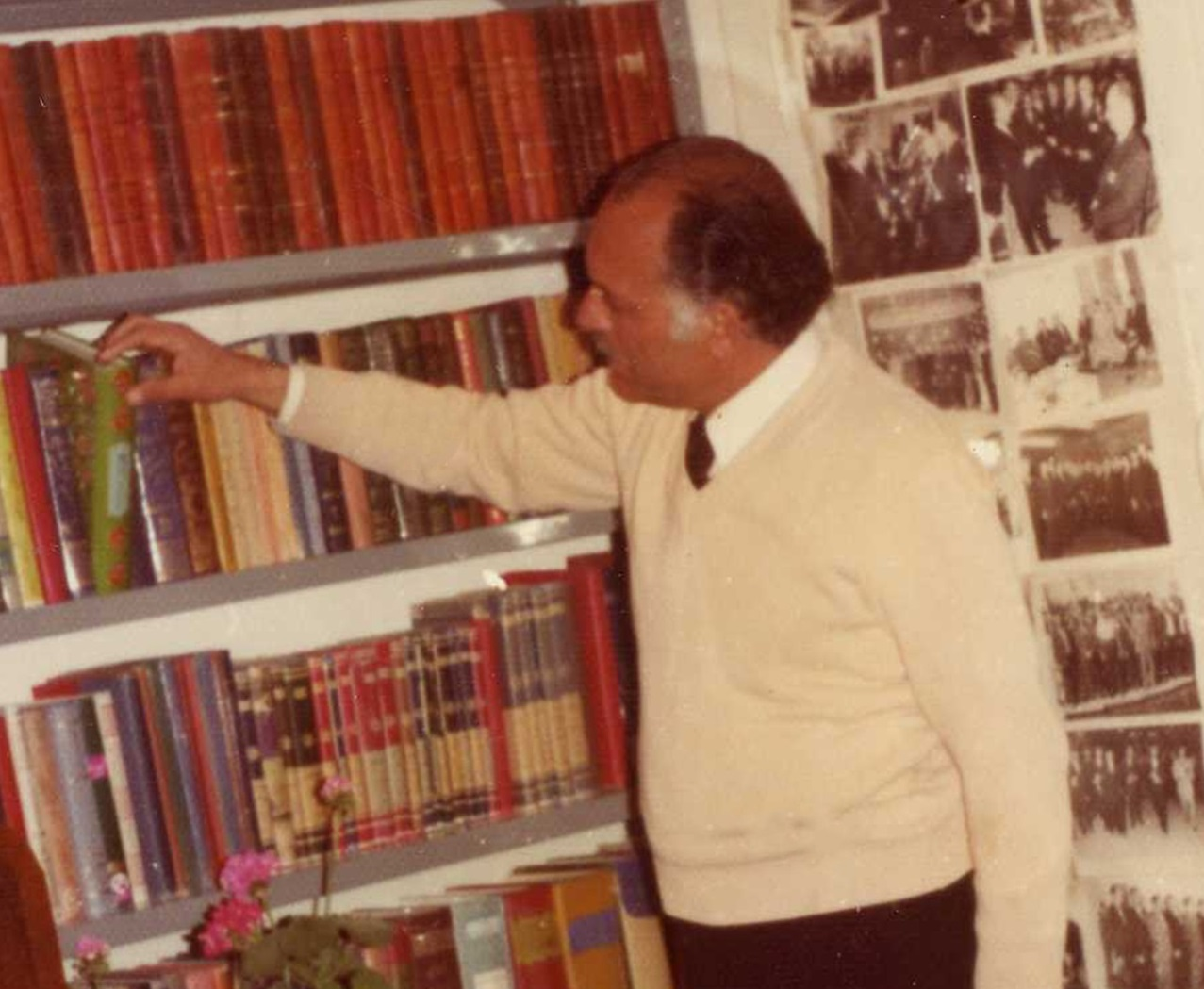
سیدمهدی خان سیدکلالی در میانسالی

سیدمهدی خان سیدکلالی (١٢٩٨-١٣٩١) فرزند سیدجعفرخان سیدکلالی (متولد ١٢۵٧ شمسی) و نوه  عنایت‌الله کلالی بود. حاجی عنایت‌الله کلالی از نوادگان قلیچ‌خان کلالی  بود. سیدمهدی متولد سال ١٢٩٨ در شهر مشهد بود. پدر سیدمهدی خان (سیدجعفرخان) روحانی بود و به ترک تعلقات دنیوی و مادی گرایش داشت. او خطی خوش داشت و تقریراتی از وی باقی مانده است پدربزرگ سیدمهدی خان (حاجی عنایت الله خان) فردی نظامی و از سرکردگان سواران ایل کلالی بود. سیدمهدی خان و خواهرش شمس السادات تنها فرزندان سیدجعفرخان بودند.
سیدمهدی خان از جوانی به ورزش علاقه داشت و از ورزشکاران و خیرین شناخته شده در زمینه ورزش های باستانی مشهد و خراسان بود؛ در خوشنویسی و نقاشی هم متبحر بود و به فعالیت های اقتصادی و اجتماعی علاقه داشت. بنابراین در جوانی به کاشمر که بخشی از اموال و املاک خانوادگی اش در آنجا واقع بود مهاجرت کرد، همانجا تشکیل خانواده داد و صاحب شش فرزند شد. همسر ایشان، فاطمه شهابی بود که دختر میرزا ابوالقاسم شهابی از خوانین کاشمر در آن زمان بود. سیدمهدی خان در دوران سکونت در کاشمر فعالیت های اقتصادی و کشاورزی خود را توسعه داد و به تدریج به یکی از بزرگترین ملاکان منطقه و افراد سرشناس کاشمر تبدیل شد. او در زمان پهلوی دوم به مدت چهار سال (١٣۵١ تا ١٣۵۵) نماینده انجمن شهر کاشمر بود. یکی از دامادهای وی (سیدمحمود فرخ پیام) نیز مدتی شهردار کاشمر (١٣۵٢ تا ١٣۵۴) بود. از سیدمهدی خان سیدکلالی، کتابخانه و آرشیوی از عکس ها و اسناد برجای مانده که برخی از آن ها در ارتباط با خاندان کلالی است. 
سیدمهدی خان در دهه ١٣۶٠ به مشهد بازگشت و در سال ١٣٩١ در شهر زادگاهش، مشهد، درگذشت. با این حال طبق وصیتی که کرده بود در کنار همسرش در مقبره خانوادگی در زیارتگاه امامزاده سیدحمزه (باغ مزار) کاشمر به خاک سپرده شد. از شش فرزند سیدمهدی خان یکی درگذشته و پنج فرزند دیگر ایشان ساکن مشهد هستند و در قید حیاتند. پسر ارشد سیدمهدی خان، سیدجعفر سیدکلالی است که در شهر مشهد سکونت دارد.
- میرمحمدحسین سید کلال

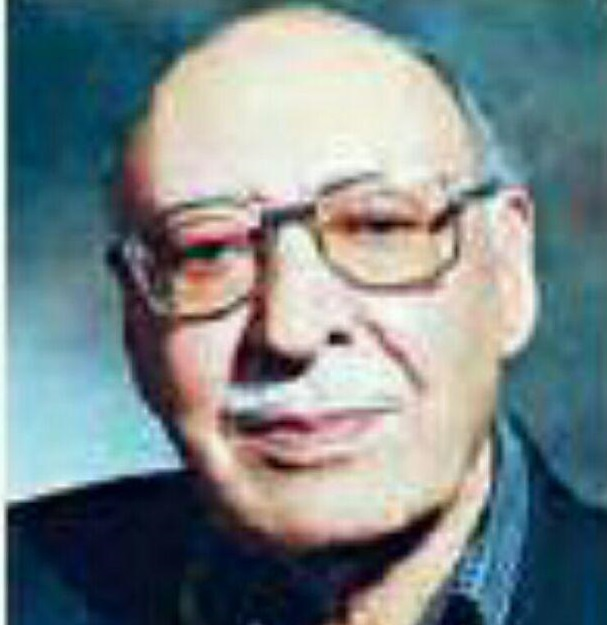
میرمحمدحسین سیدکلال

میر محمدحسین سیدکلال متولد  (١٣٠٢) در مشهد فرزند میر غلامحسن خان و نوه میر دین محمدخان سرهنگ پس از فارغ التحصیلی از دانشکده حقوق و علوم سیاسی دانشگاه تهران شغل قضاوت را در دادگستری استان خراسان قبول و بکار مشغول شد. سپس با خواسته و به همت اهالی مرزی تربت جام، تایباد و باخرز به نمایندگی مجلس شورای ملی انتخاب شد و پس از آن تا پایان زندگی به وکالت پایه یک دادگستری مشغول بود. ایشان در ١٧ آذرماه سال ١٣٨٩ درگذشت.
- منوچهر کلالی

منوچهر کلالی فرزند حبیب‌الله خان کلالی ملاک، در ۱۳۰۴ شمسی متولد شد. در رشته حقوق قضائی در سال ۱۳۲۵ لیسانس گرفت و به استخدام در وزارتخانهٔ جدیدالتأسیس کار درآمد. پس از پانزدهم بهمن ماه ۱۳۲۷ که در مقابل آمفی تئاتر دانشکده حقوق به محمدرضا پهلوی تیراندازی شد، منوچهر کلالی هم بازداشت و به زندان افتاد. پس از استخلاص از زندان به اروپا رفت و دورهٔ دکتری حقوق را طی نمود و به ایران بازگشت. در انتخابات دورهٔ بیست و یکم مجلس شورای ملی، از شهر مشهد به نمایندگی تعیین شد. وی به مدت ۵ سال دبیر کل حزب ایران نوین بود. او که در پاریس زندگی می‌کرد، در سال ١٣٩٧ درگذشت.
- رحمت‌الله هژبر کلالی

از دیگر اعضای مطرح خاندان کلالی، رحمت‌الله خان هژبرکلالی (رئیس ایل تیموری) است. وی فرزند شکرالله کلالی و ملقب به هژبر لشگر بود و در سال ۱۳۱۱ در طبس دیده به جهان گشود. مادرش دختر بزرگ حاکم طبس (عمادالملک) و پدرش از فرماندهان نظامی شهیر خراسان بود. رحمت‌الله قبل از انقلاب از اعضای پر نفوذ انجمن شهر مشهد بود که به علت مخالفت با برخی متنفذین وقت کناره‌گیری کرد. رحمت‌الله در بهار سال ۱۳۸۲ در سن ۷۱ سالگی درگذشت و در مقبره خانوادگی هژبرکلالی در بهشت رضای مشهد به خاک سپرده شد.